# Cruciata pedemontana
Cruciata pedemontana (Bellardi) Ehrend. es una planta herbácea perteneciente a la familia de las rubiáceas.

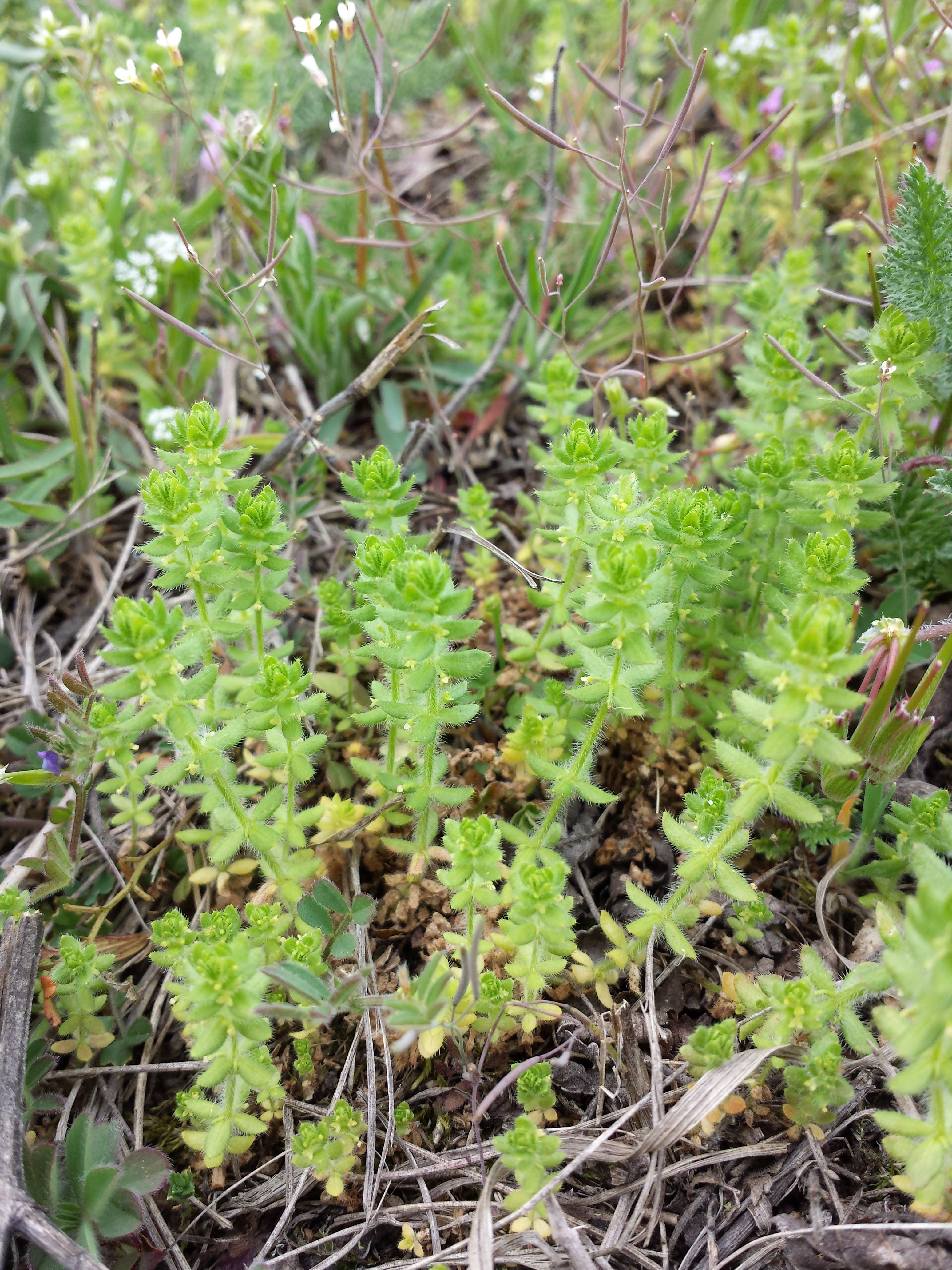
Vista de la planta

## Distribución
Planta de distribución eurosiberiana, que aparece por el sur y centro sur de Europa. En la península ibérica aparece en el Sistema Ibérico y centro peninsular.

## Hábitat
Es una especie vegetal que forma parte de pastizales anuales instalados en áreas húmedas de montaña, y en orillas de manantiales y arroyos, sobre sustratos de naturaleza silícea o descarbonatada, en ambientes de pinar, robledal o en hayedos. También se puede localizar en gleras, roquedos o pie de peñascos en alturas de 1250 a 1750 m s. n. m. Florece en primavera.

## Descripción
Es una especie perenne que se caracteriza frente a las demás especies del género  por ser una planta anual, de hojas pequeñas, de entre 4 y 10 mm de longitud.  

## Taxonomía
Cruciata pedemontana fue descrita por (Bellardi) Ehrend.  y publicado en Annalen des Naturhistorischen Museums in Wien 65: 18. 1961[1962].
Etimología
Cruciata: nombre genérico que significa "con forma de cruz"
pedemontana: epíteto latíno que significa "en la base de la montaña" 
Sinonimia
- Galium pedemontanum (Bellardi) All. (1773).
- Valantia pedemontana Bellardi (1788).
- Galium chloranthum Brot. (1804).[3]
- Galium pedemontanum subsp. pedemontanum
- Galium retrorsum DC.[4]